# Zōjō-ji

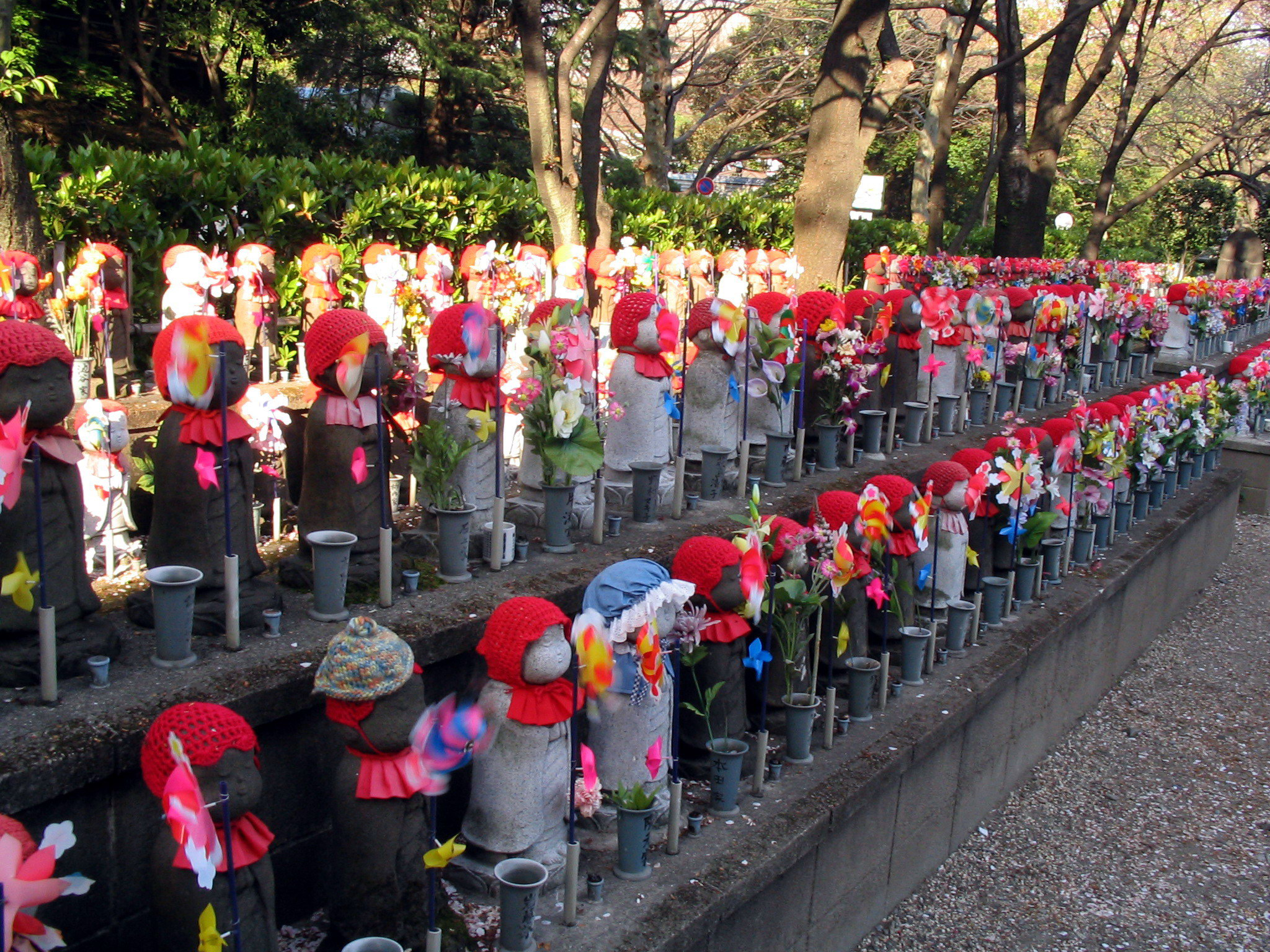
Statuettes en mémoires des enfants morts.

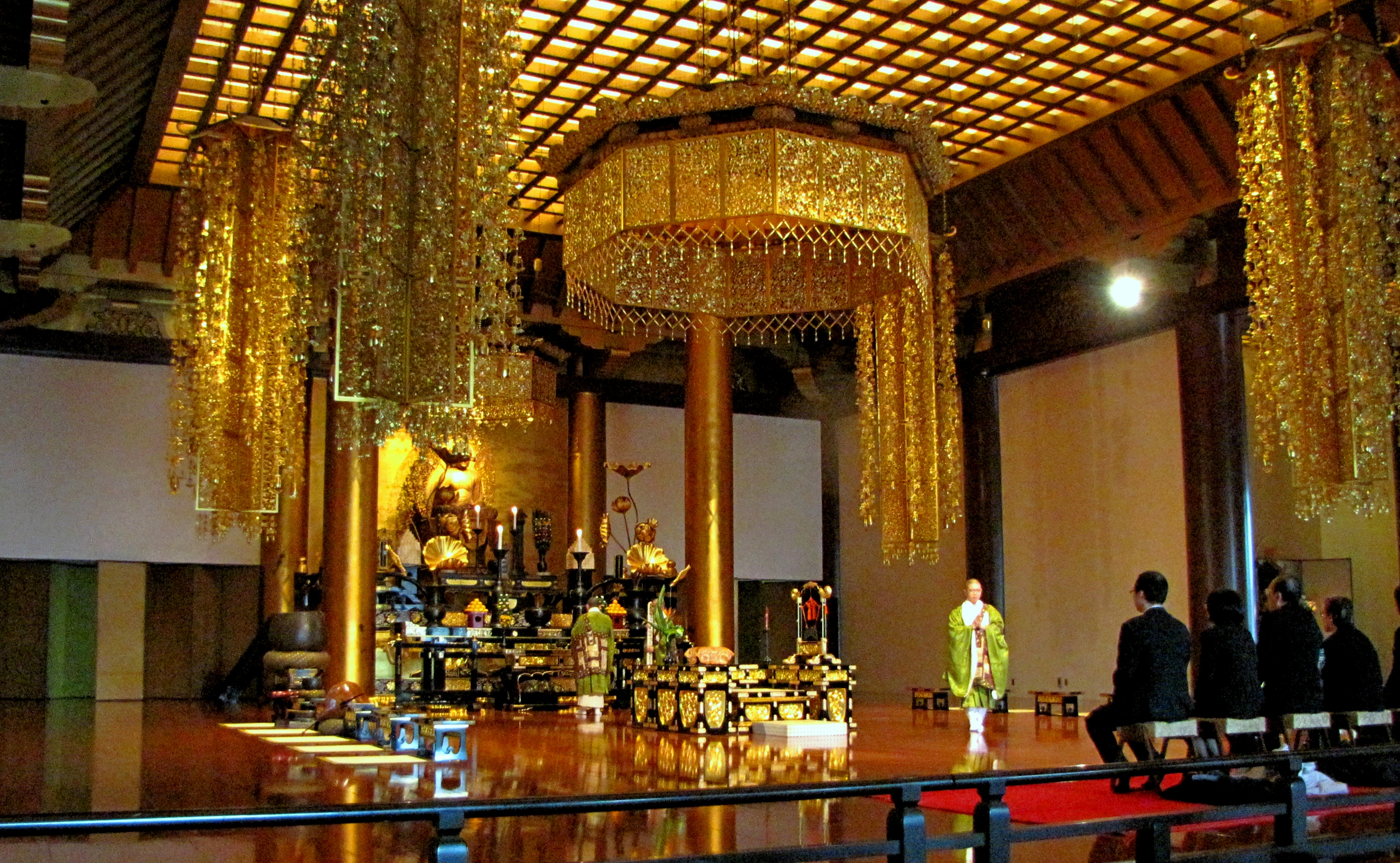

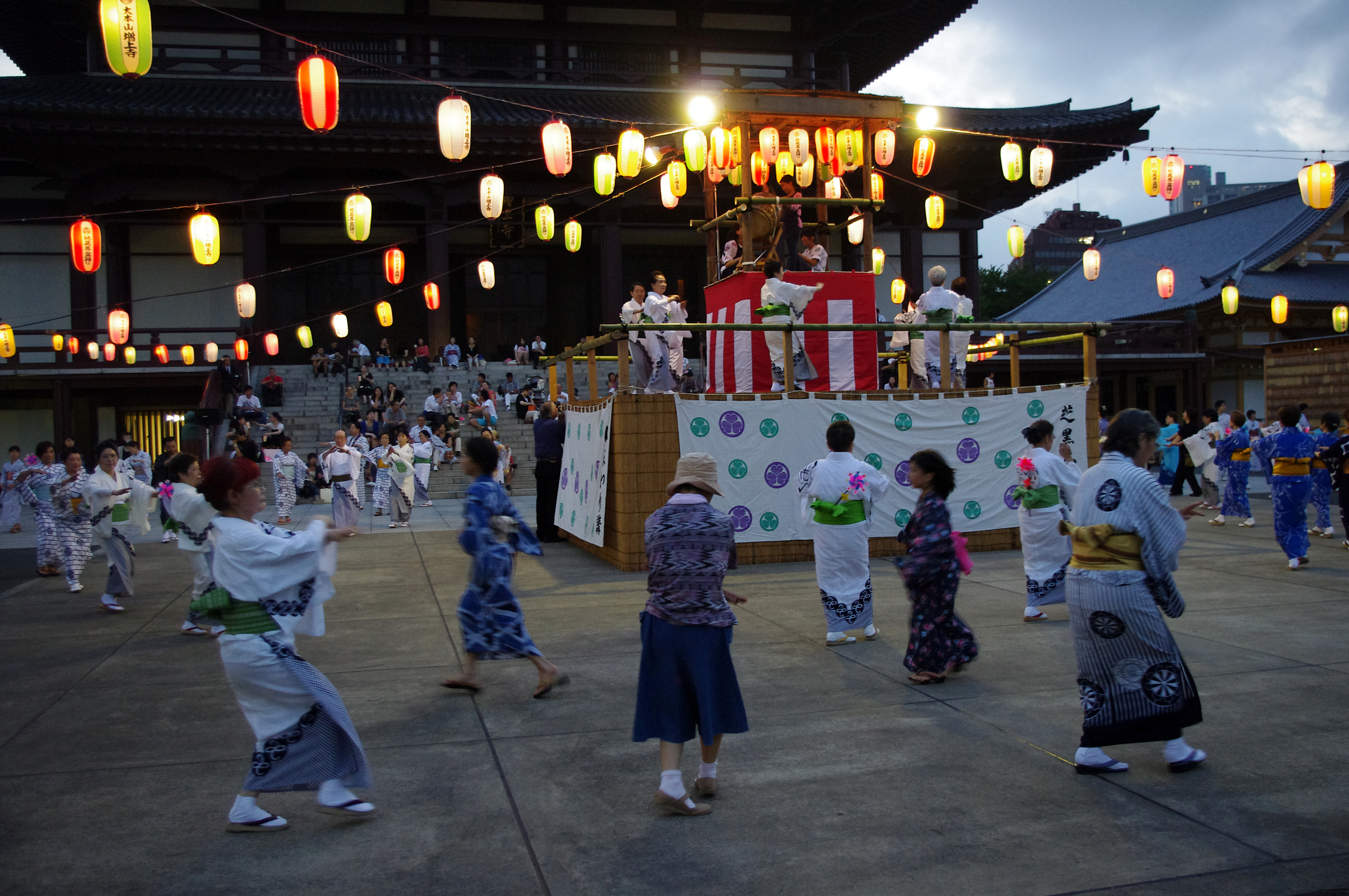
O-Bon

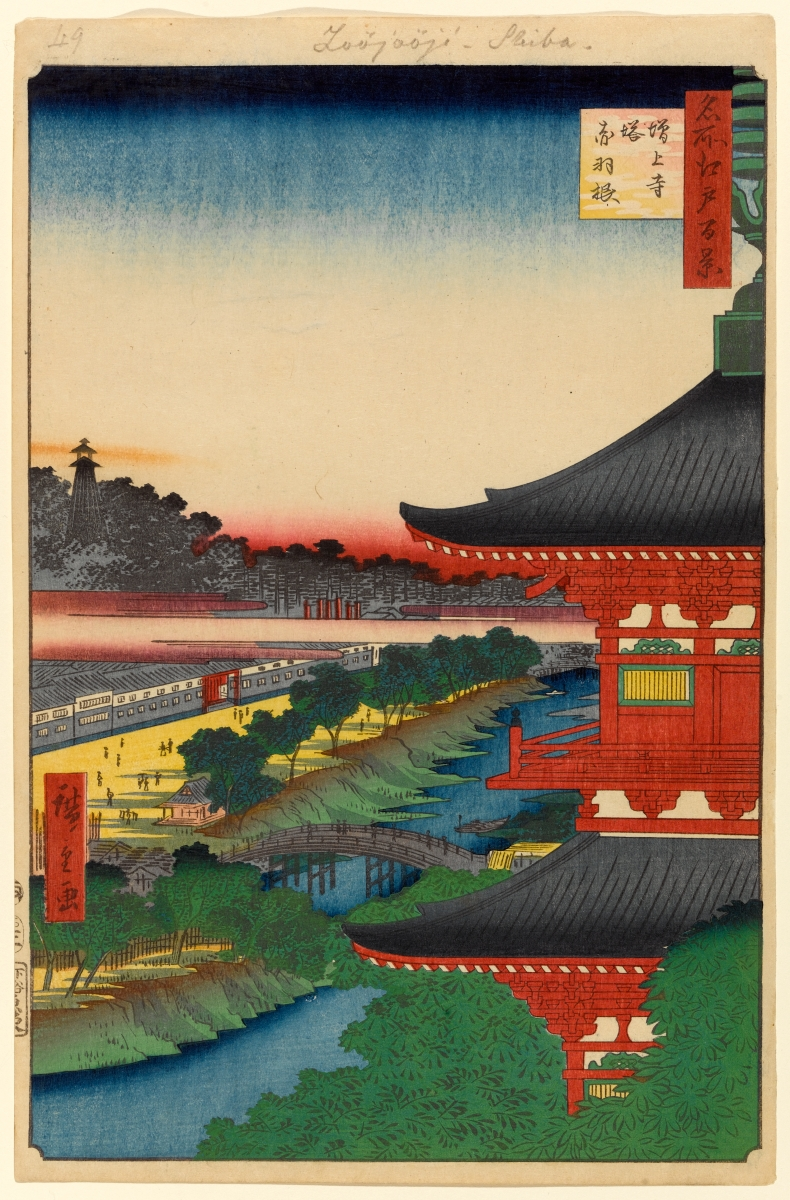
Hiroshige

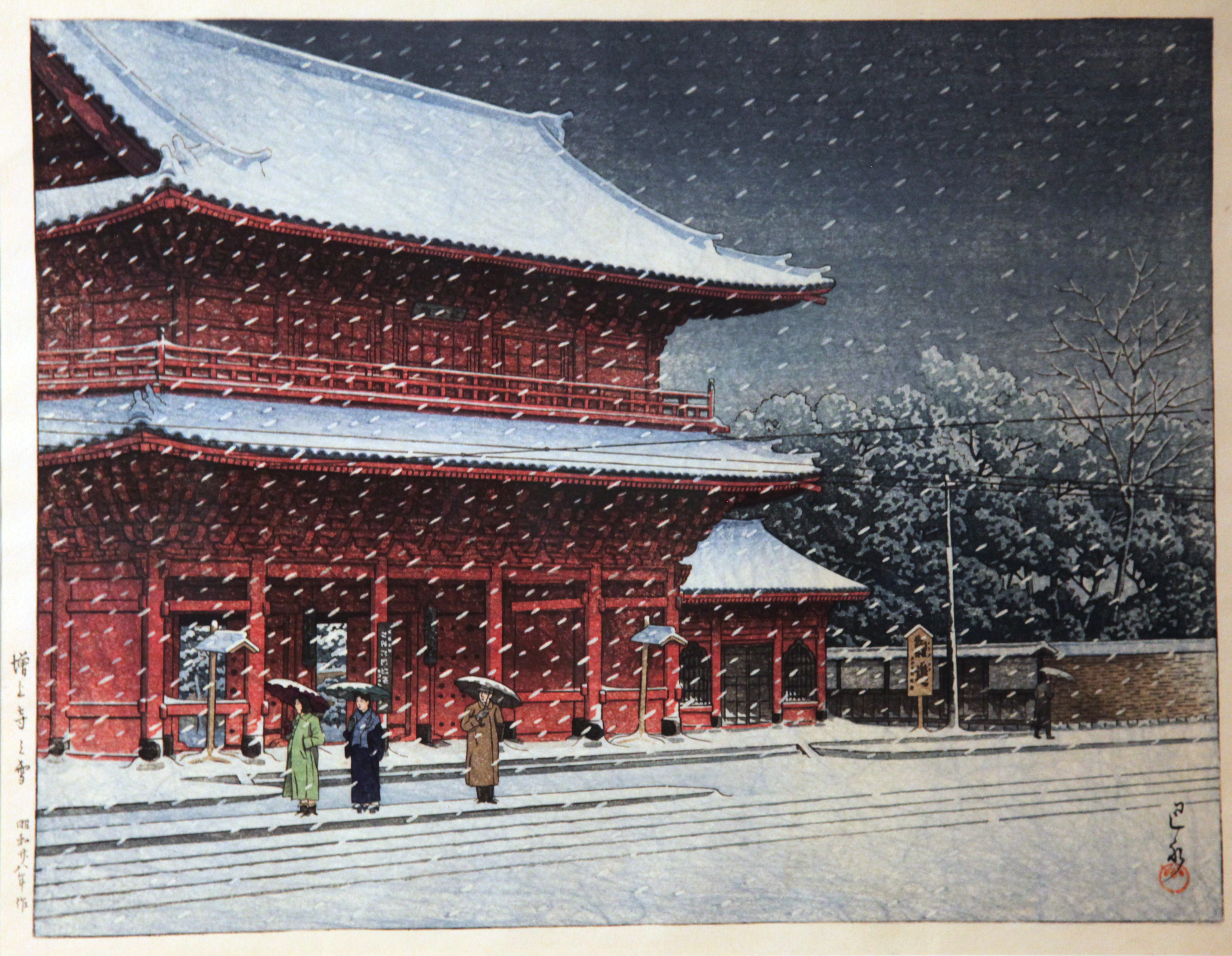
Hasui Kawase

Le San'en-zan Zōjō-ji (三縁山増上寺) est un temple bouddhiste situé dans le quartier de Shiba, Minato-ku, à Tokyo au Japon.
Il est l’un des deux bodaiji (菩提寺, (c'est-à-dire temple bodhi, un temple funéraire) du clan Tokugawa, l’autre étant le Kan'ei-ji.

## Situation géographique
Le temple Zōjō s'étend dans le parc de Shiba, à Tokyo, capitale du Japon. Il est situé à moins de 300 m de la tour de Tokyo.

## Histoire

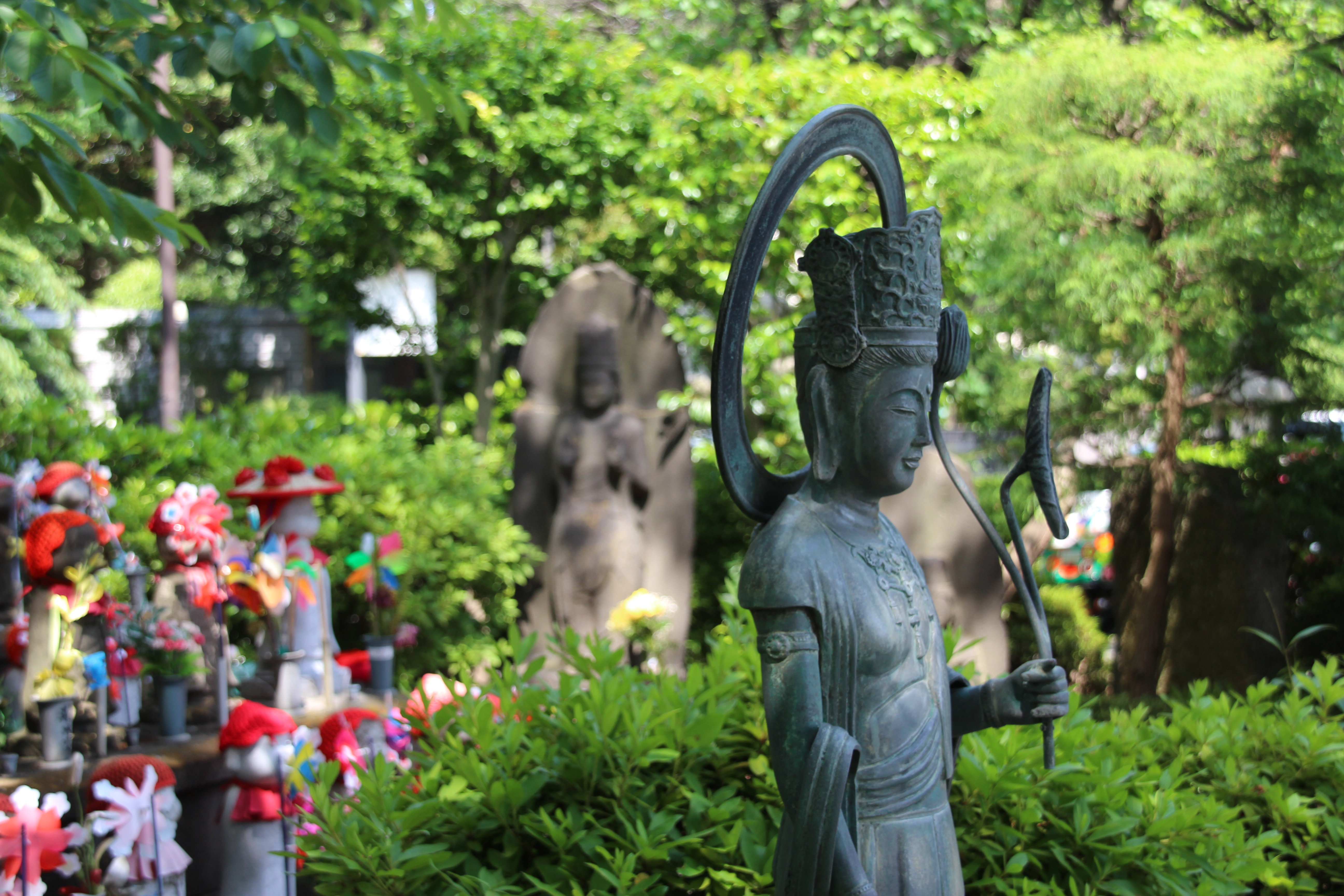
Vue
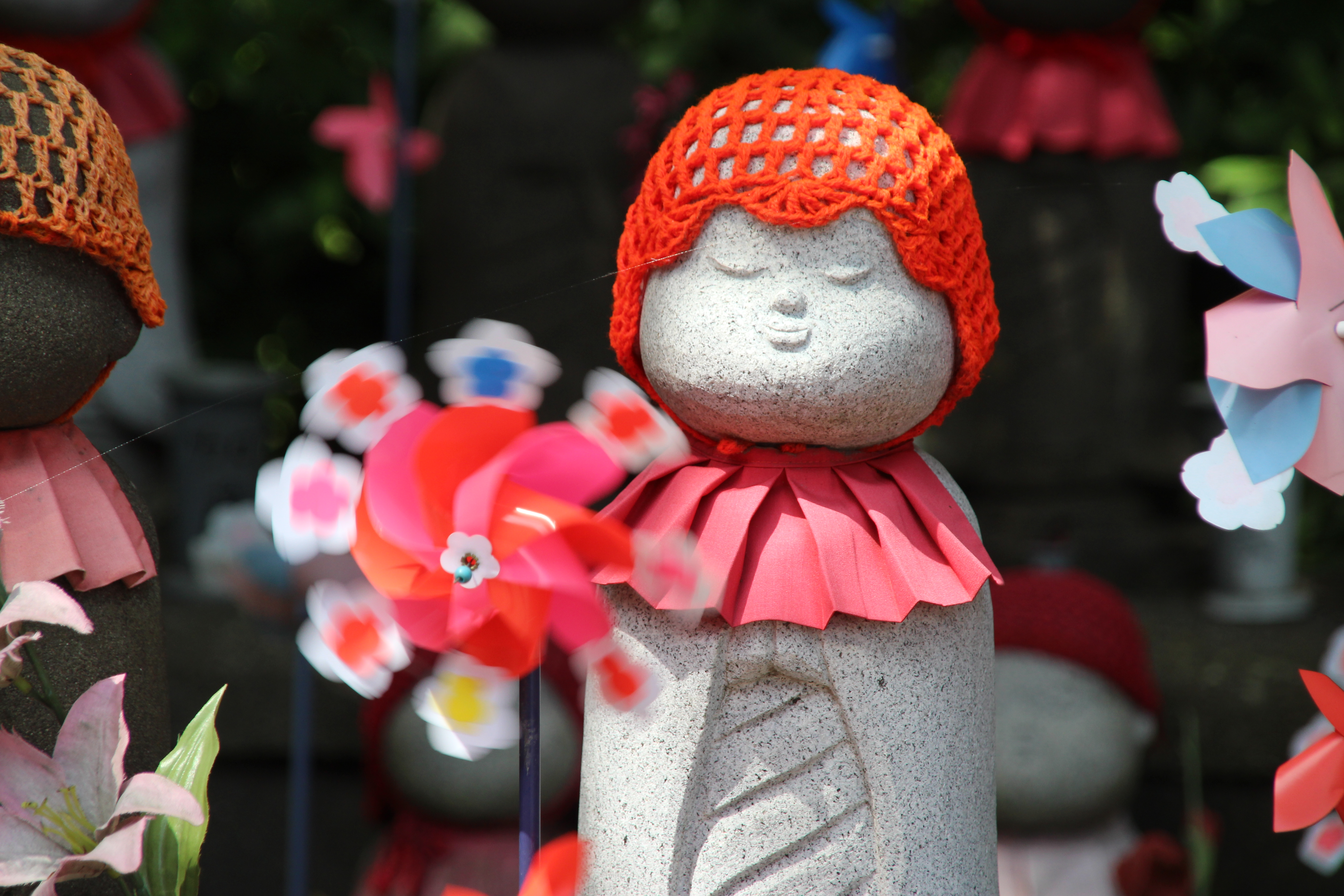
détail

Au IXe siècle, Shūei (ja) (809 - 884), un disciple de Kūkai, le saint fondateur de l'école bouddhiste Shingon, fonde le temple Kōmyō à Edokaizuka, dans le sud de la plaine de Kantō. En 1393, sous l'impulsion du moine Yūyo Shōsō (ja) (1366 - 1440), le temple devient un lieu de culte du  Jōdo shū, école du bouddhisme ésotérique fondée au IXe siècle, et est rebaptisé Zōjō-ji. En 1598, Tokugawa Ieyasu, fondateur du shogunat Tokugawa, le fait déplacer plus au sud, dans le cadre d'un projet d'agrandissement du château d'Edo. Dès lors, il devient, comme le Kan'ei-ji, un Bodaiji de la dynastie Tokugawa.
Durant l'époque d'Edo (1603 - 1868), étendu sur 82,6 ha, il comprend plus de 100 bâtiments et 48 temples secondaires, et, en tant que centre d'études bouddhiques du Jōdo shū, rassemble près de 3 000 prêtres et novices.
Vers la fin des années 1860, le gouvernement de Meiji, issu de la révolution du même nom qui met fin au shogunat Tokugawa, instaure un shintoïsme d'État. Dès 1868, la promulgation d'une série d'ordonnances sur la ségrégation entre le shintō et le bouddhisme entraîne dans tout le Japon le retour en force du mouvement Haibutsu kishaku, un courant de pensée qui prône l'expulsion du bouddhisme du pays. Des lieux de culte bouddhique sont détruits et une grande partie du patrimoine religieux des temples est dispersée,. Des édifices du Zōjō-ji sont réduits en cendres, et, en 1873, le nouveau pouvoir s'empare de terres appartenant au temple Zōjō qui n'est plus sous la tutelle des Tokugawa. Les terres confisquées sont aménagées en un parc la même année : le parc de Shiba. Reconstruit plus tard dans des dimensions plus modestes, le complexe bouddhique du Jōdo shū est de nouveau incendié en 1909,.
En 1945, alors que la Seconde Guerre mondiale touche à sa fin, un bombardement aérien démolit le complexe religieux, notamment la pagode à cinq étages construite au milieu du XVIIe siècle en l'honneur de Tokugawa Hidetada par Sakai Tadakiyo, un conseiller shogunal. Seule la grande porte principale, Sangedatsu-mon, datant de 1622, est préservée,.
Une partie des bâtiments principaux sont reconstruits durant la seconde moitié du XXe siècle : le hondō en 1952, la plupart des autres édifices de 1972 à 1974, la salle dédiée au fondateur du lieu en 1989, et l'ankokuden, salle du bouddha Amida, en 2011,.
La tombe du célèbre écrivain Junzaburō Nishiwaki se trouve à l'intérieur du temple ainsi que celle du rōjū Abe Masatsugu.
Mausolée Tokugawa

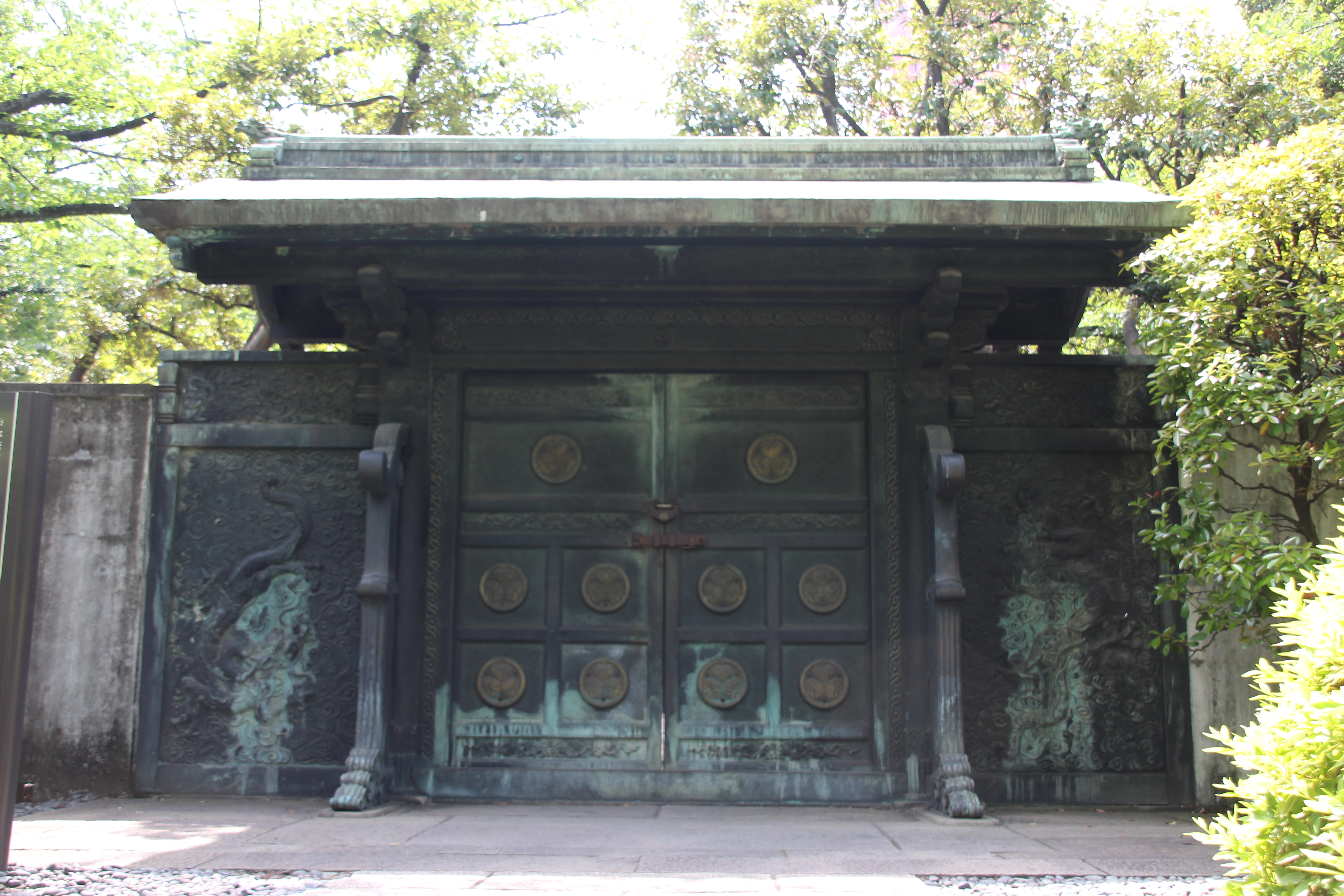
Porte du mausolée
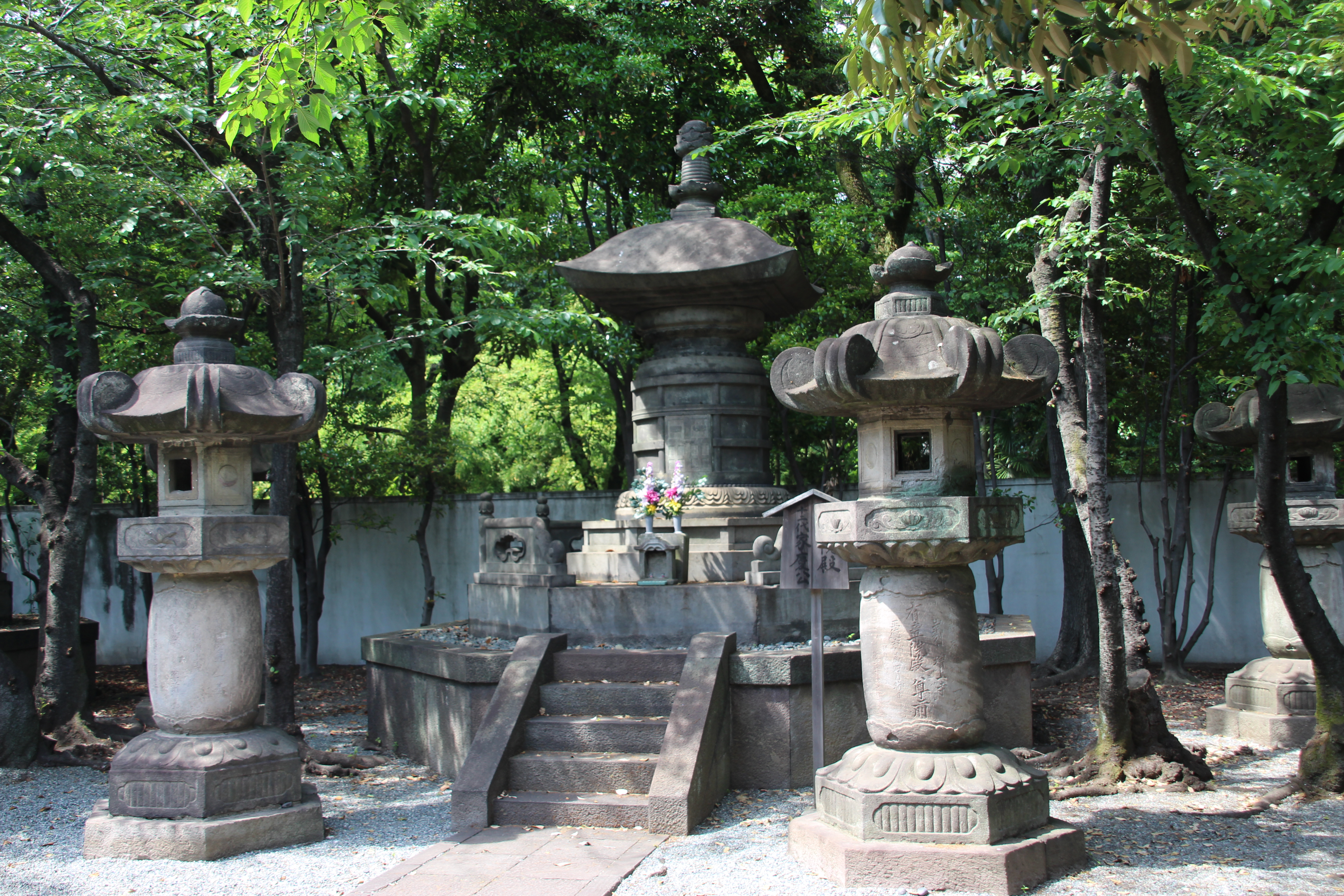
Un élément du mausolée

La nombreuse statuaire de Jizo
- Vue
- détail

## Bâtiments
- Porte de Sangedatsu (三解脱門, Sangedatsu-mon?), 1622. « San » (三?) signifie « trois », et « gedatsu » (解脱?) signifie « moksha ». L'homme qui passe la porte se libère de trois vices : la cupidité (貪, ton?), la haine (瞋, shin?), et la stupidité (癡, chi?).

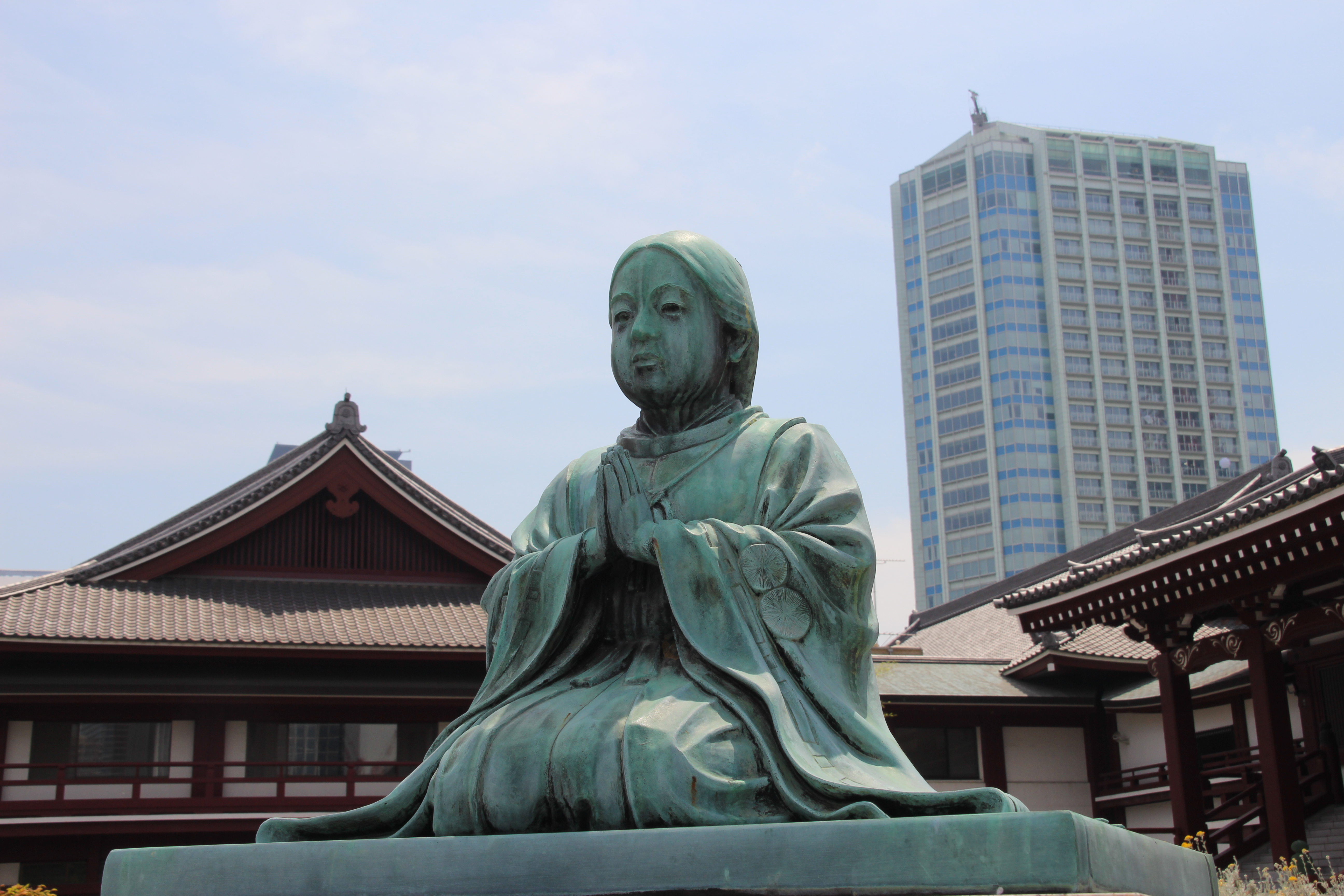
Grande Salle, 1974  - Le moine Honen
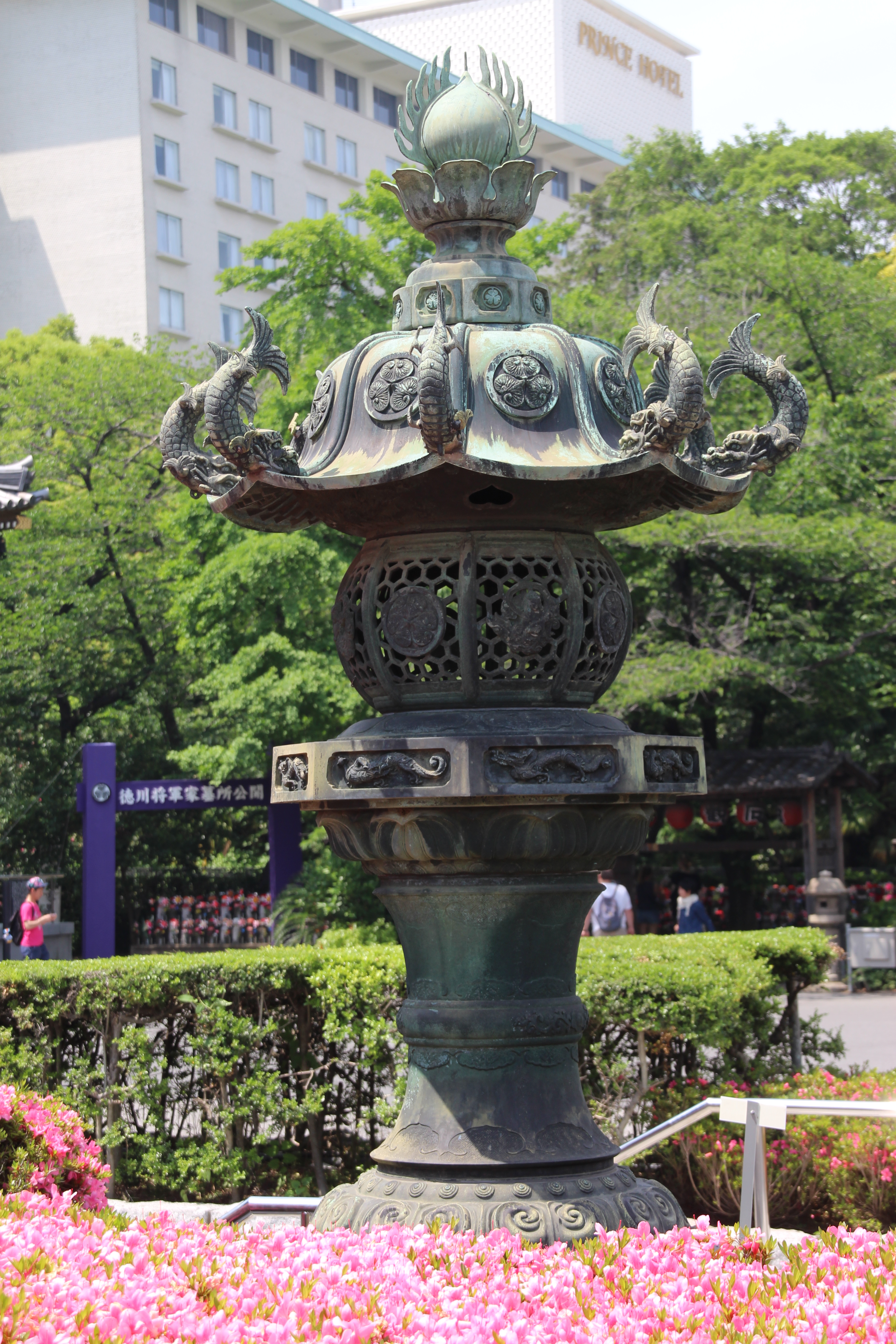
Lanterne monumentale en bronze
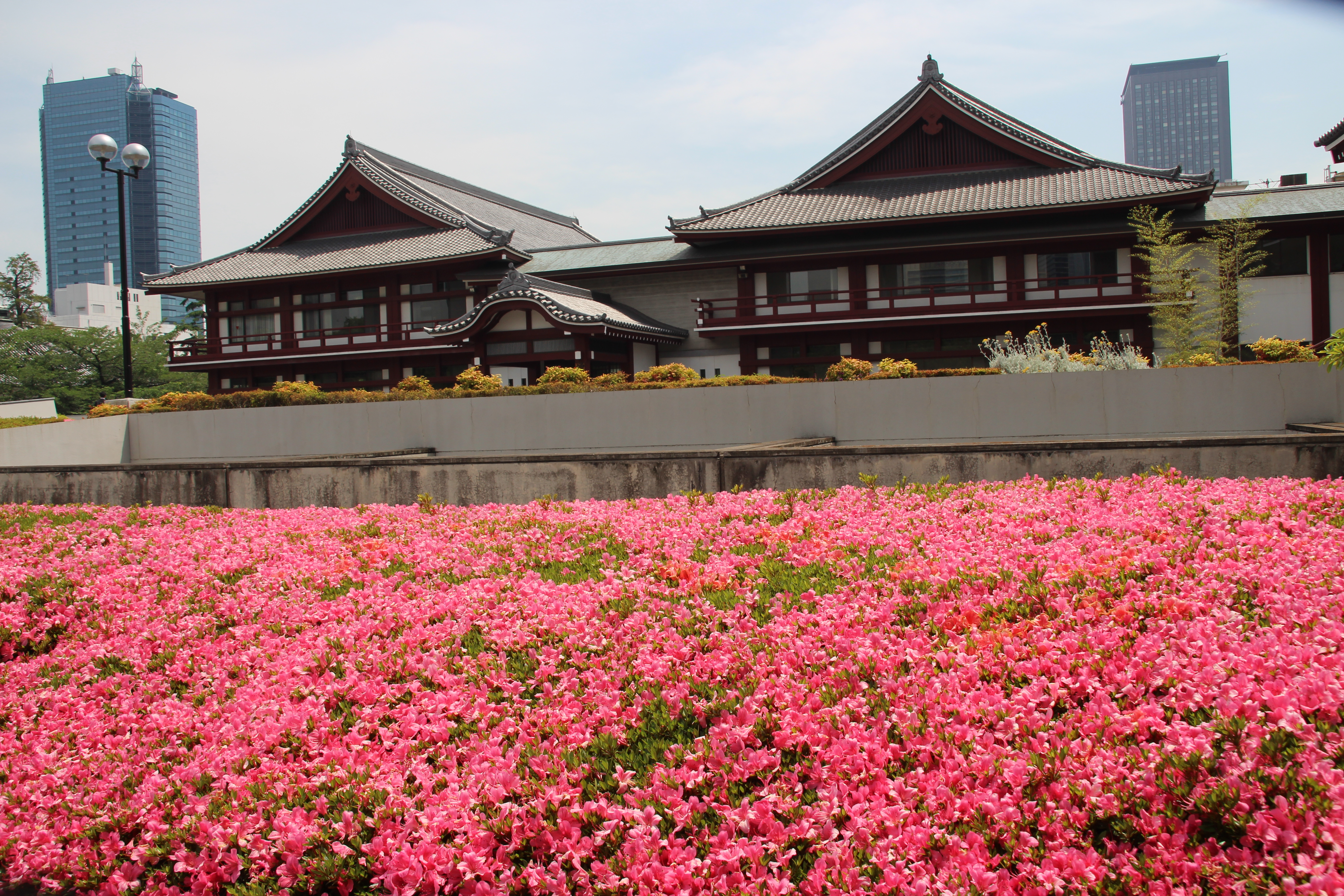
Les bureaux du temple
  - Lanterne monumentale en bronze
  - Les bureaux du temple

## À voir aussi